# Recensement des États-Unis de 1970
Le recensement des États-Unis de 1970 est un recensement de la population lancé en 1970 le 1er avril aux États-Unis qui comptaient alors 203 392 031 habitants.